# 新卡霍夫卡
新卡霍夫卡（烏克蘭語：Нова Каховка，羅馬化：Nova Kakhovka，發音：[noˈwɑ kɐˈxɔu̯kɐ]，羅馬化：Novaya Kakhovka）是乌克兰南部赫爾松州卡霍夫卡區新卡霍夫卡市镇内的城市，为该区及该市镇的行政中心（该市在2020年7月18日前为该州的州辖市，并不在该区的管辖范围内）。该市面积22.7平方公里，海拔高度16米，2022年人口数量为44,427人。該市是在蘇聯時期新建的城市，在1952年2月28日建立。此地临近第聂伯河下游的卡霍夫卡水庫，设有卡霍夫卡水电站。

## 历史
2022年2月24日，该市被俄军占领。7月11日，乌克兰军队对位于该市的俄罗斯军队发动导弹袭击。8月6日，俄羅斯任命的新卡霍夫卡副市长遇刺身亡。7月至8月，該市的俄軍彈藥庫多次遭到烏克蘭方面的攻擊。
2023年1月20日，該市遭到炮擊，部份地區斷電，有住宅受损。6月6日凌晨3时许，位于该市附近的卡霍夫卡水电站水坝溃决（卡霍夫卡水壩潰決事件）。该市有22,000人居住在洪水危险区，据报有600栋房屋被淹没，有900人被疏散。12月7日，俄罗斯当局宣布将于12月13日開始從新卡霍夫卡撤離平民。
2024年8月15日，俄占赫尔松州州长表示，该市的住宅区遭到乌军炮击，数栋房屋和一条天然气管道遭到破坏。

## 图集

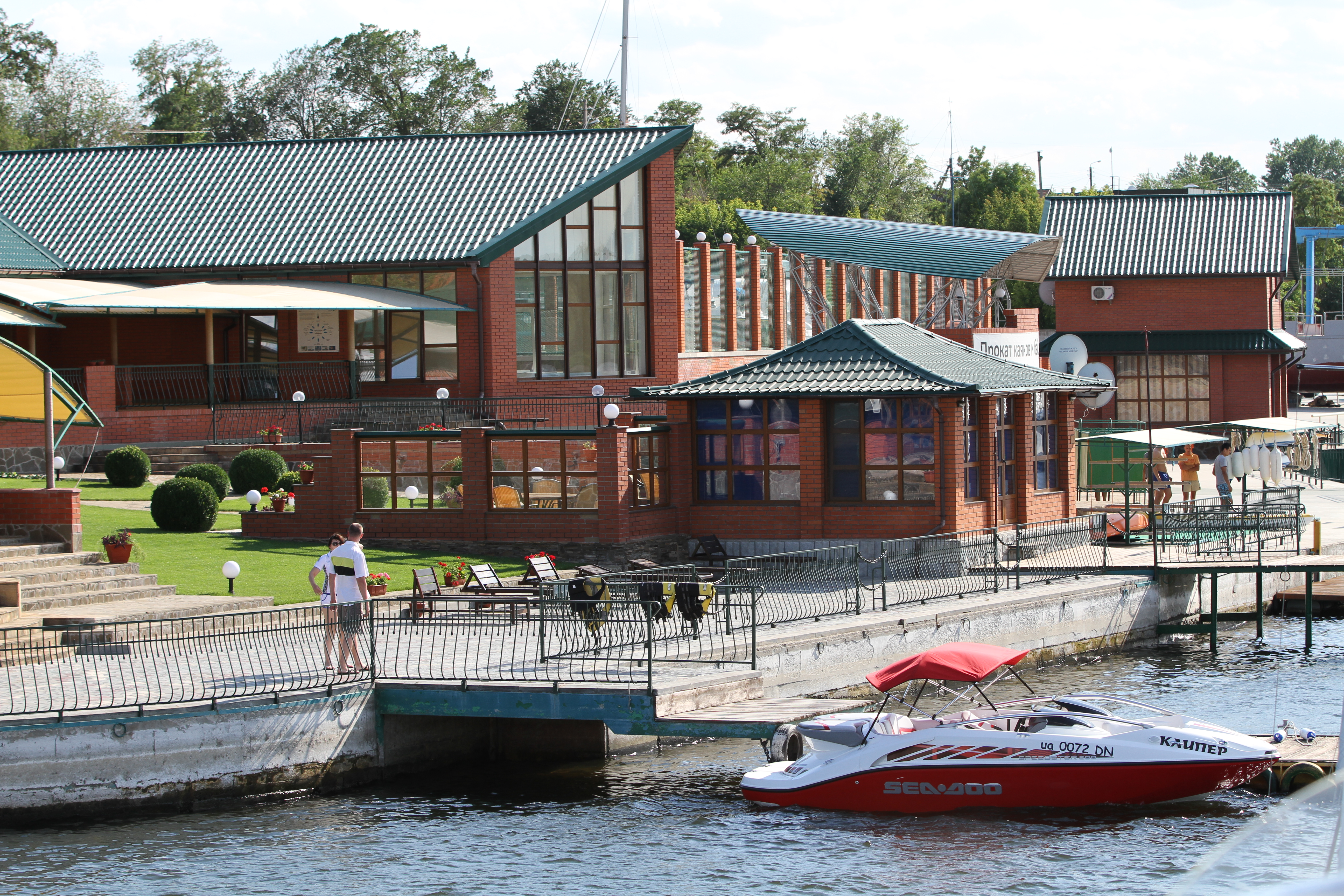
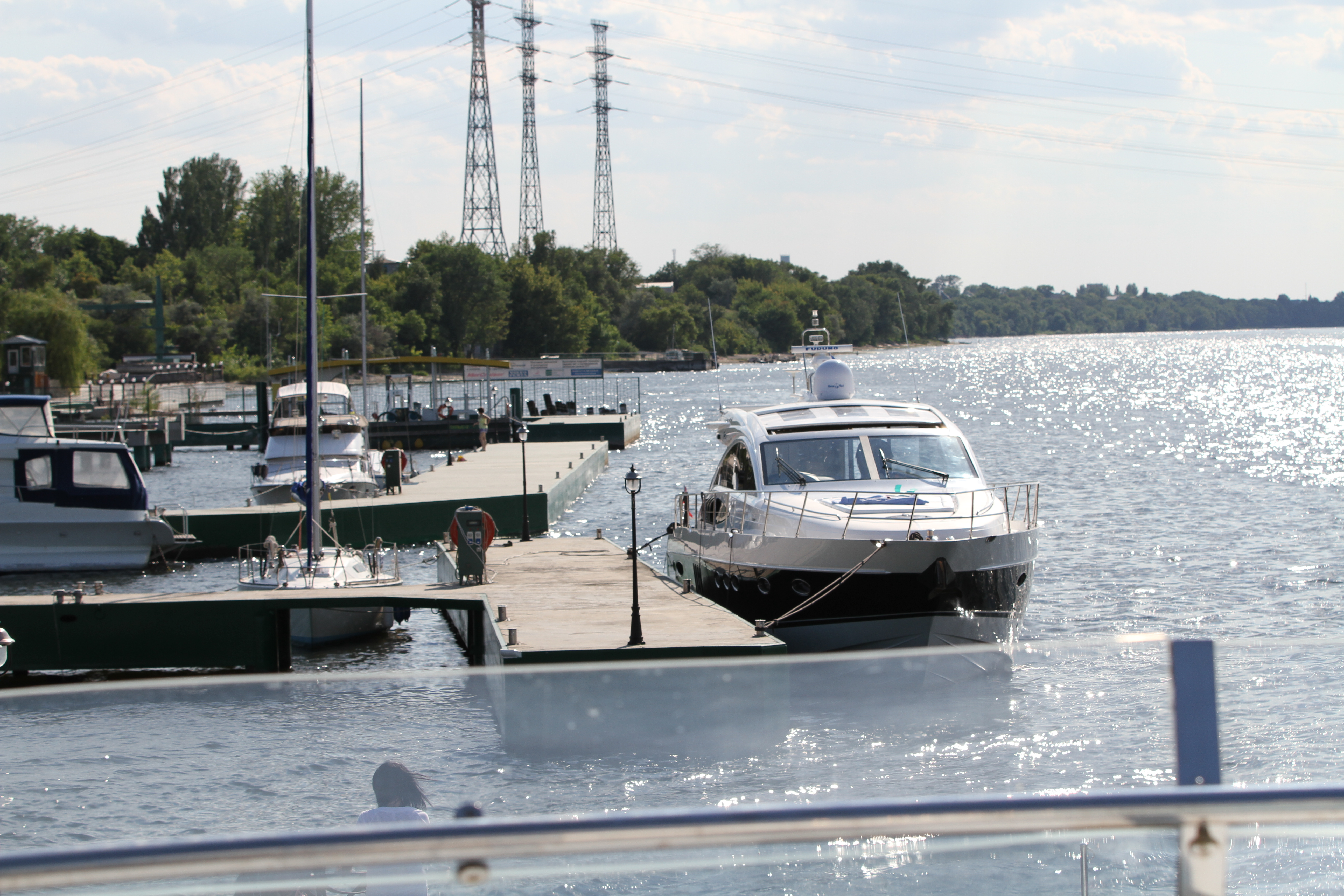
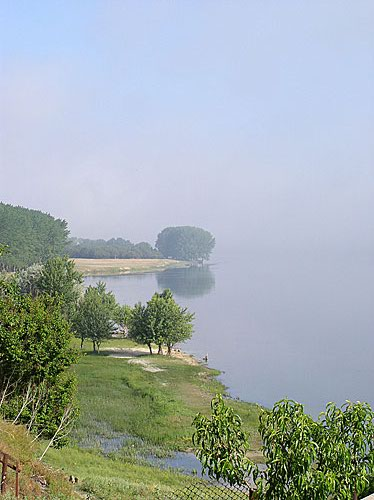
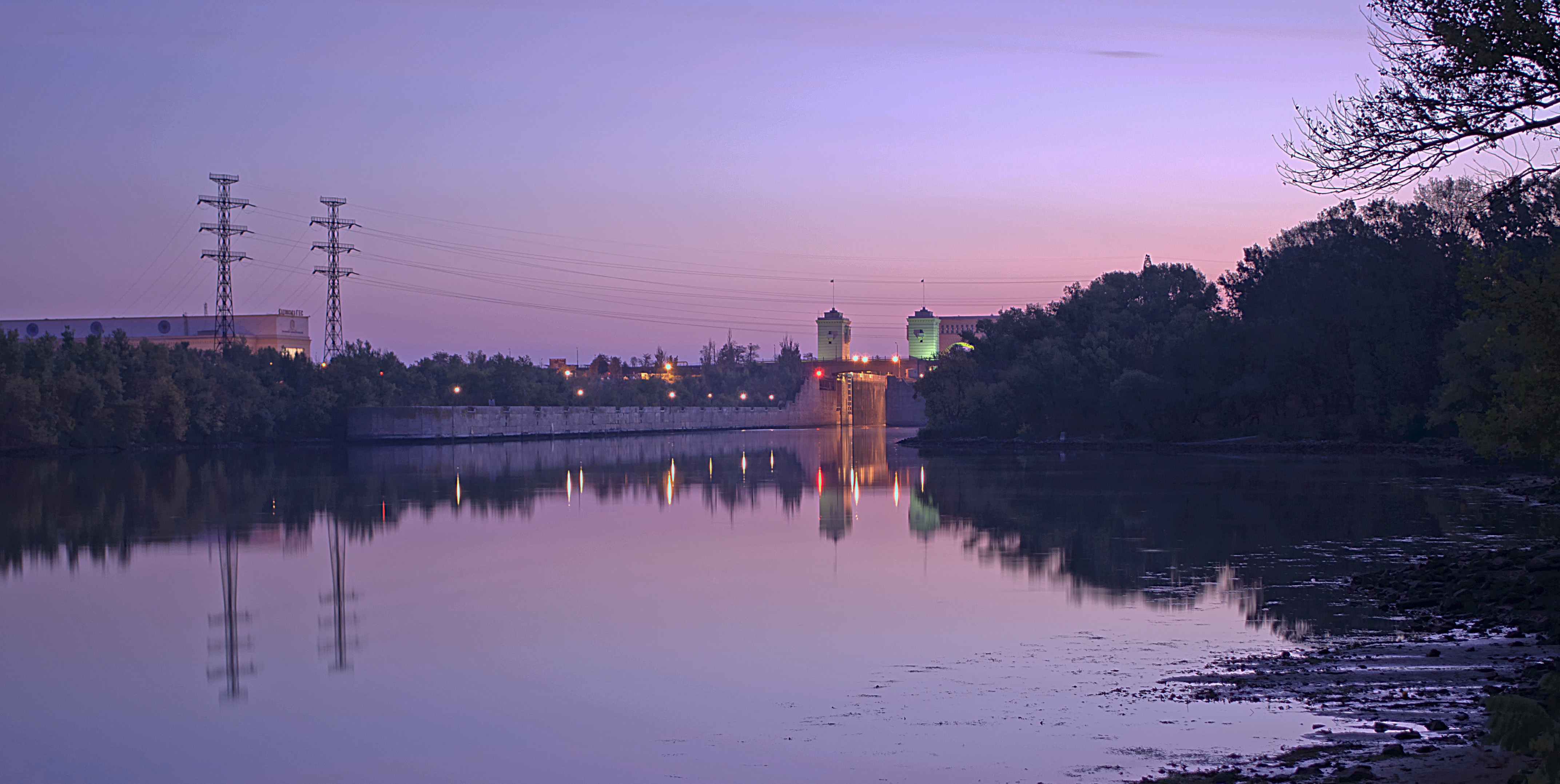
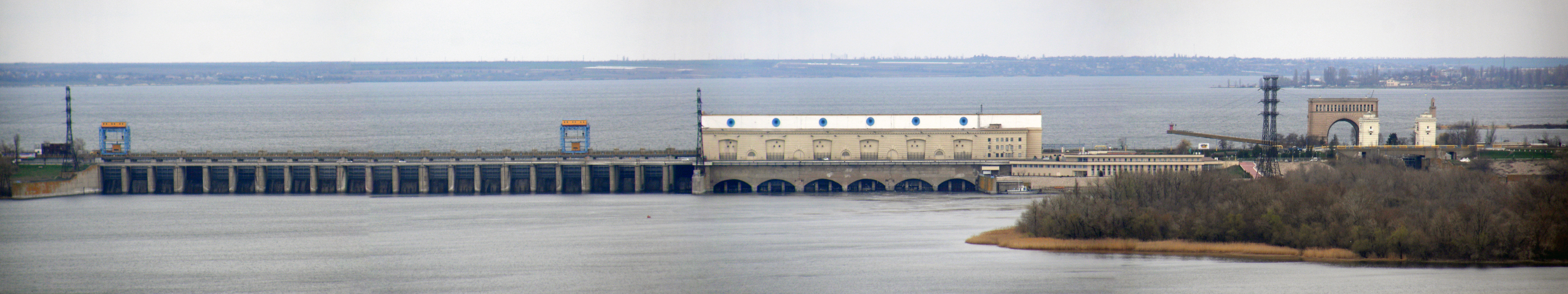
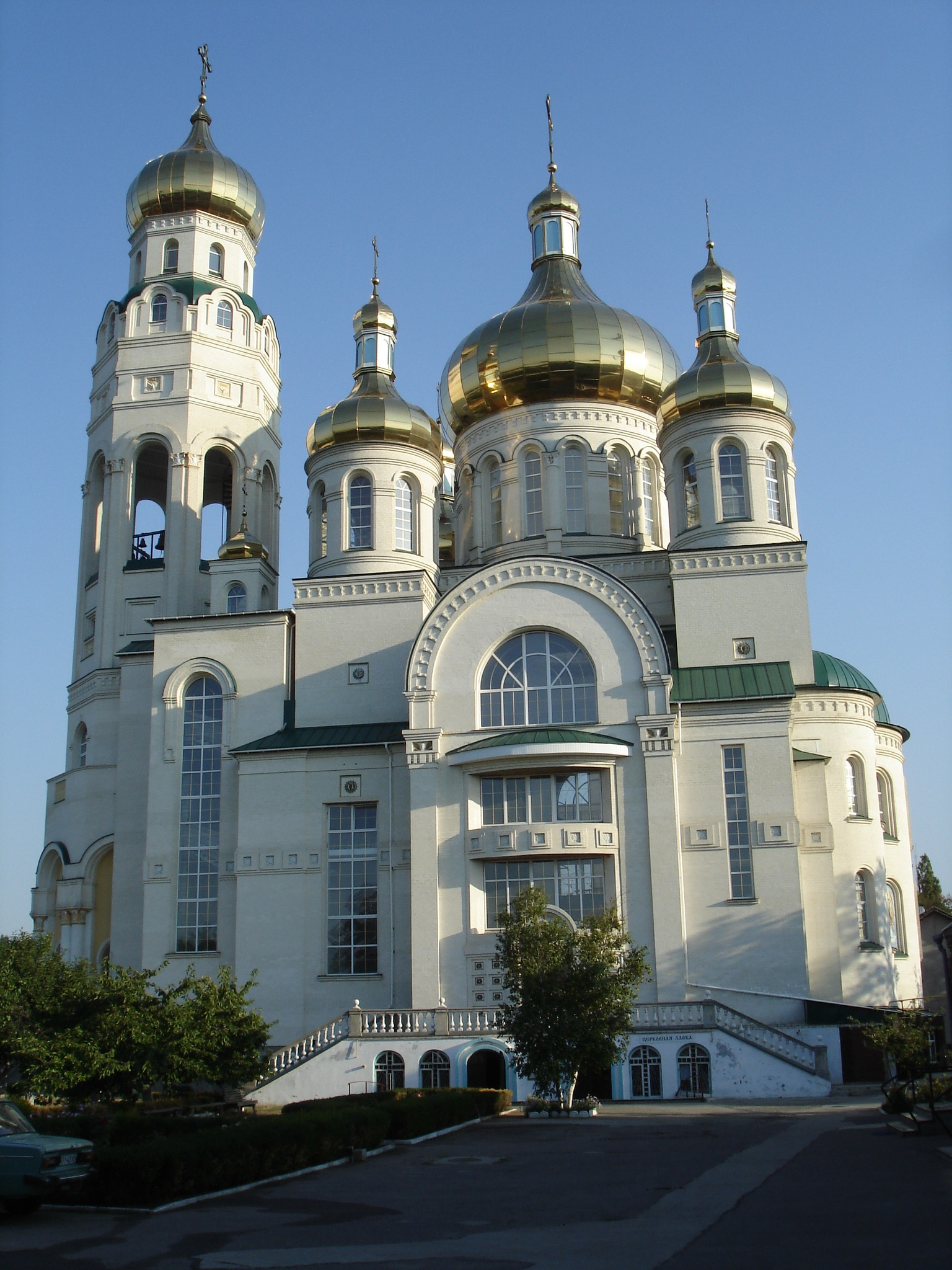
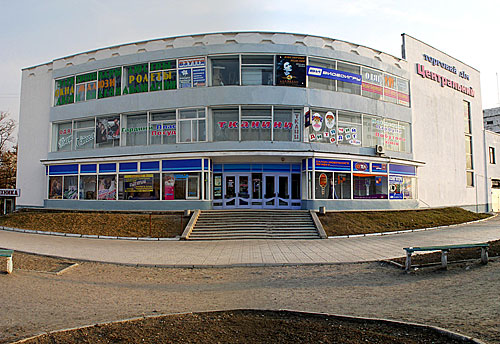
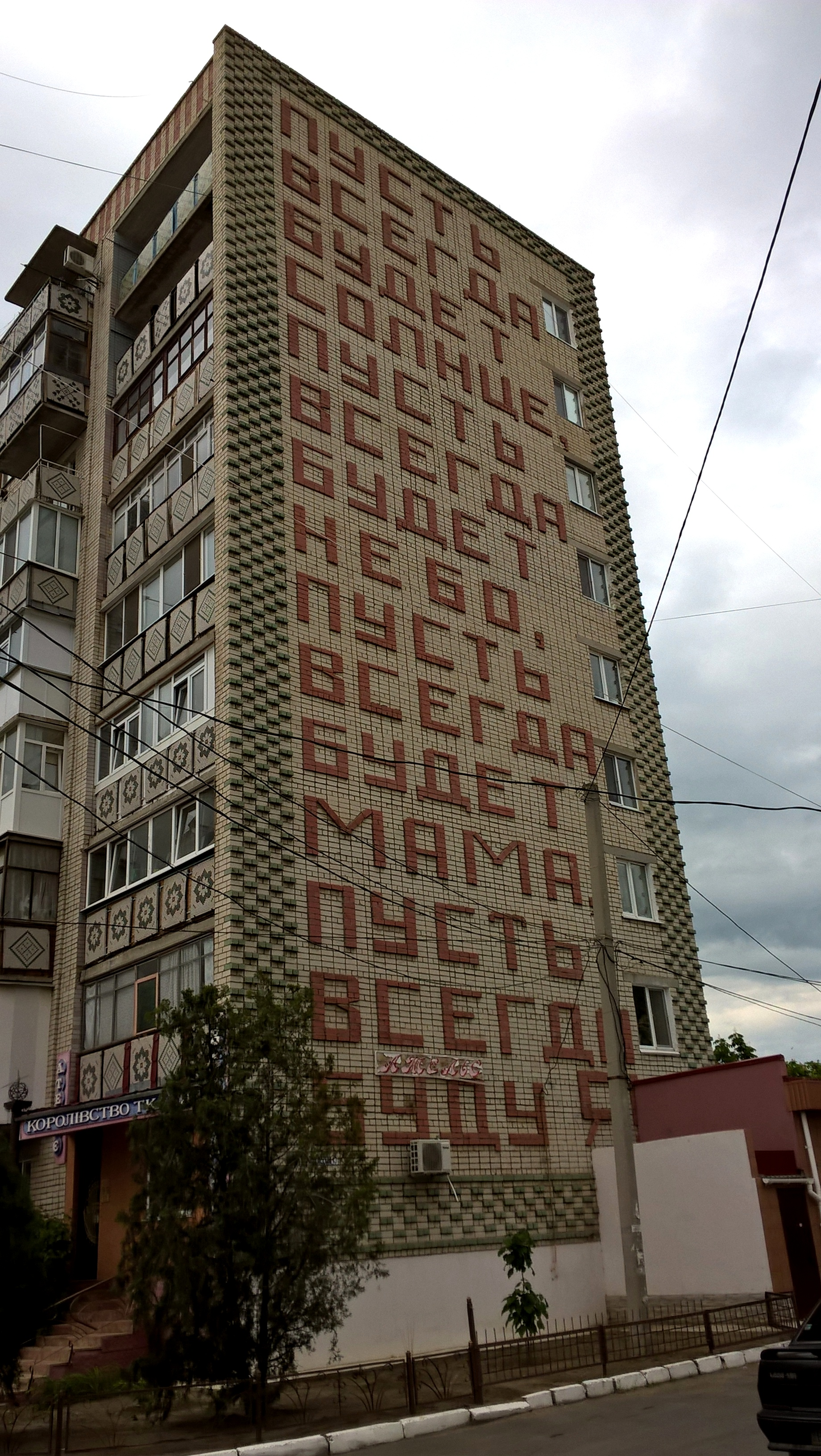
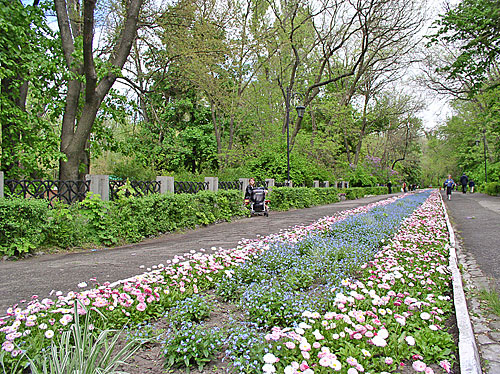
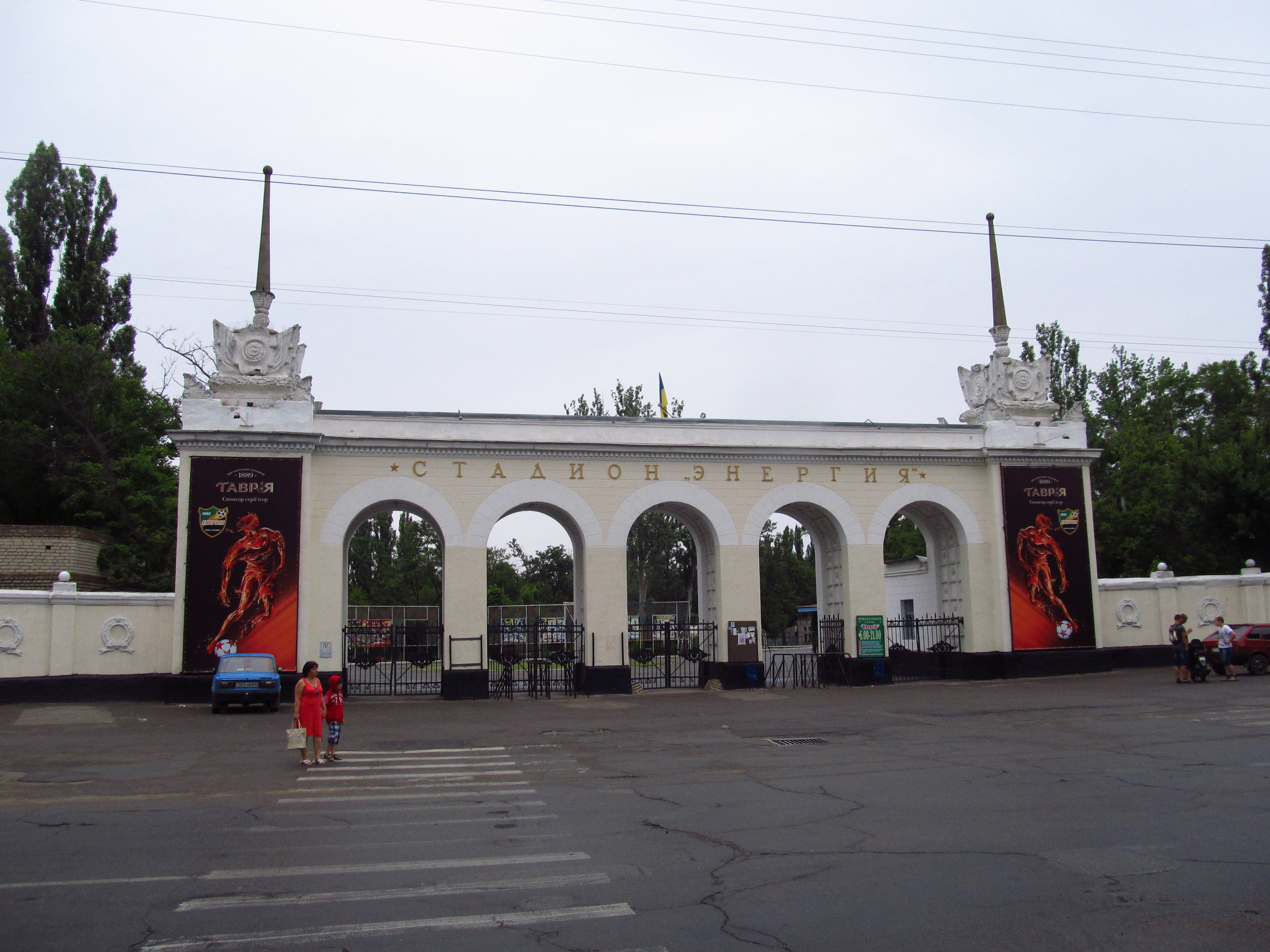
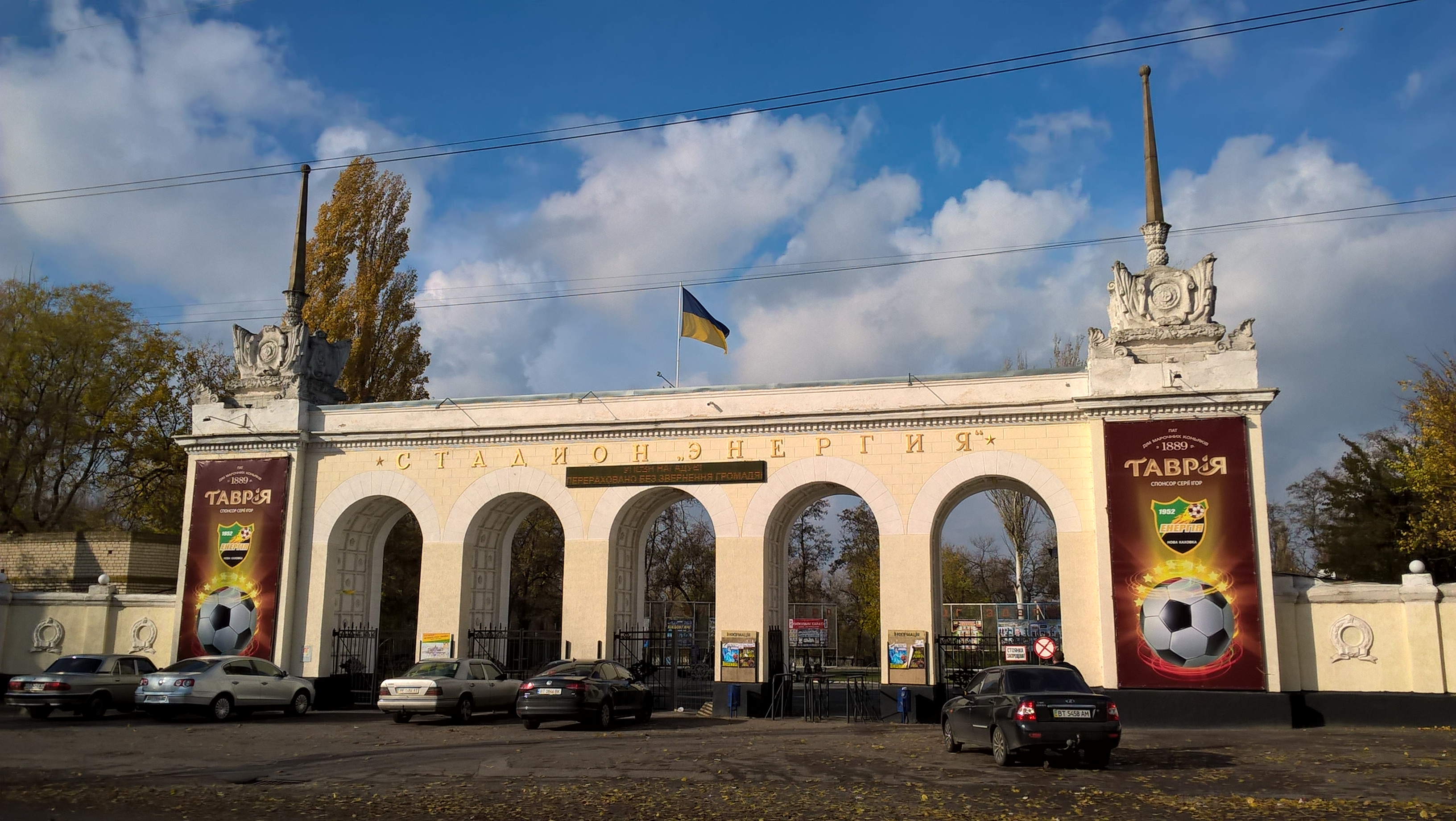
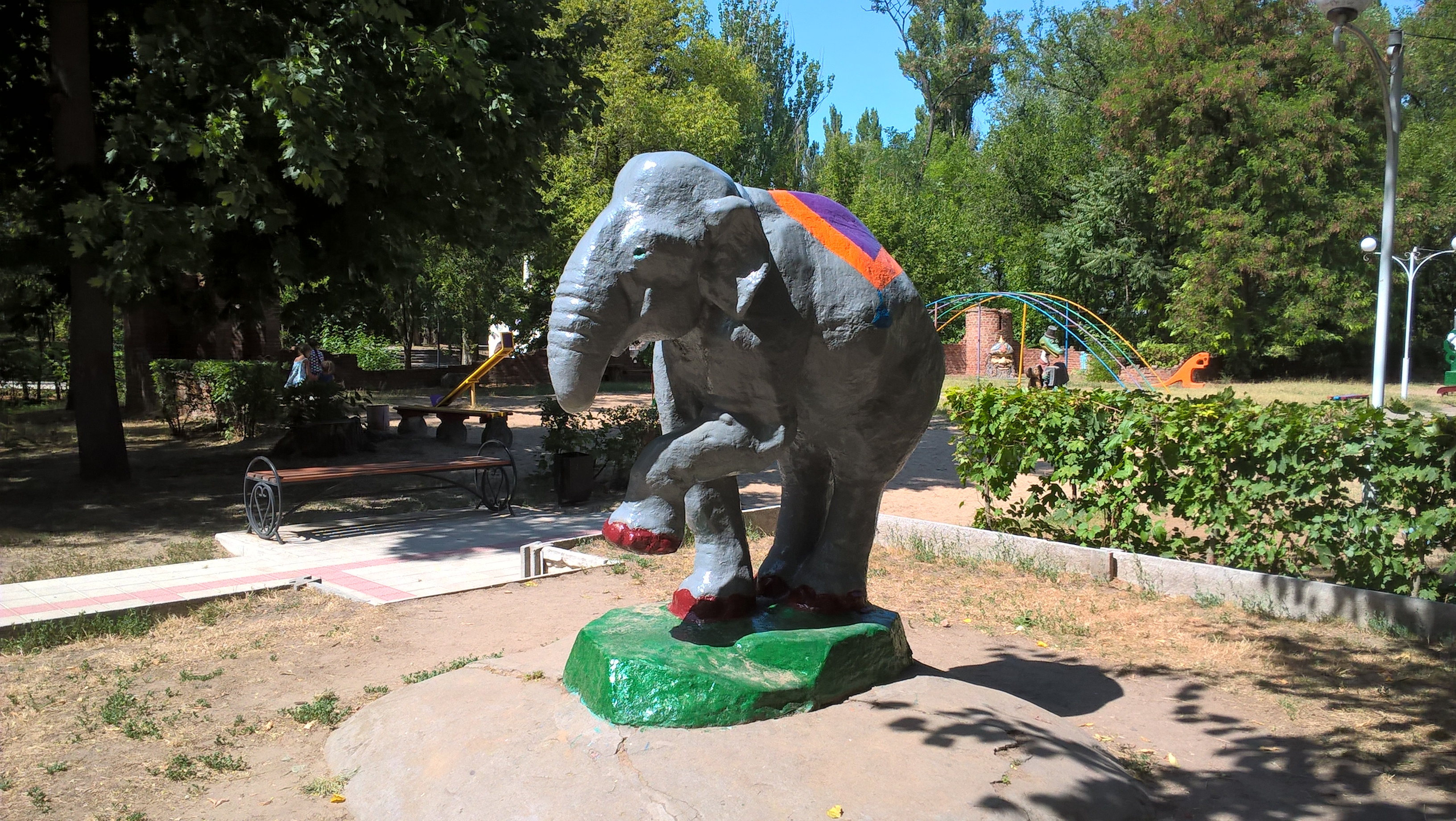
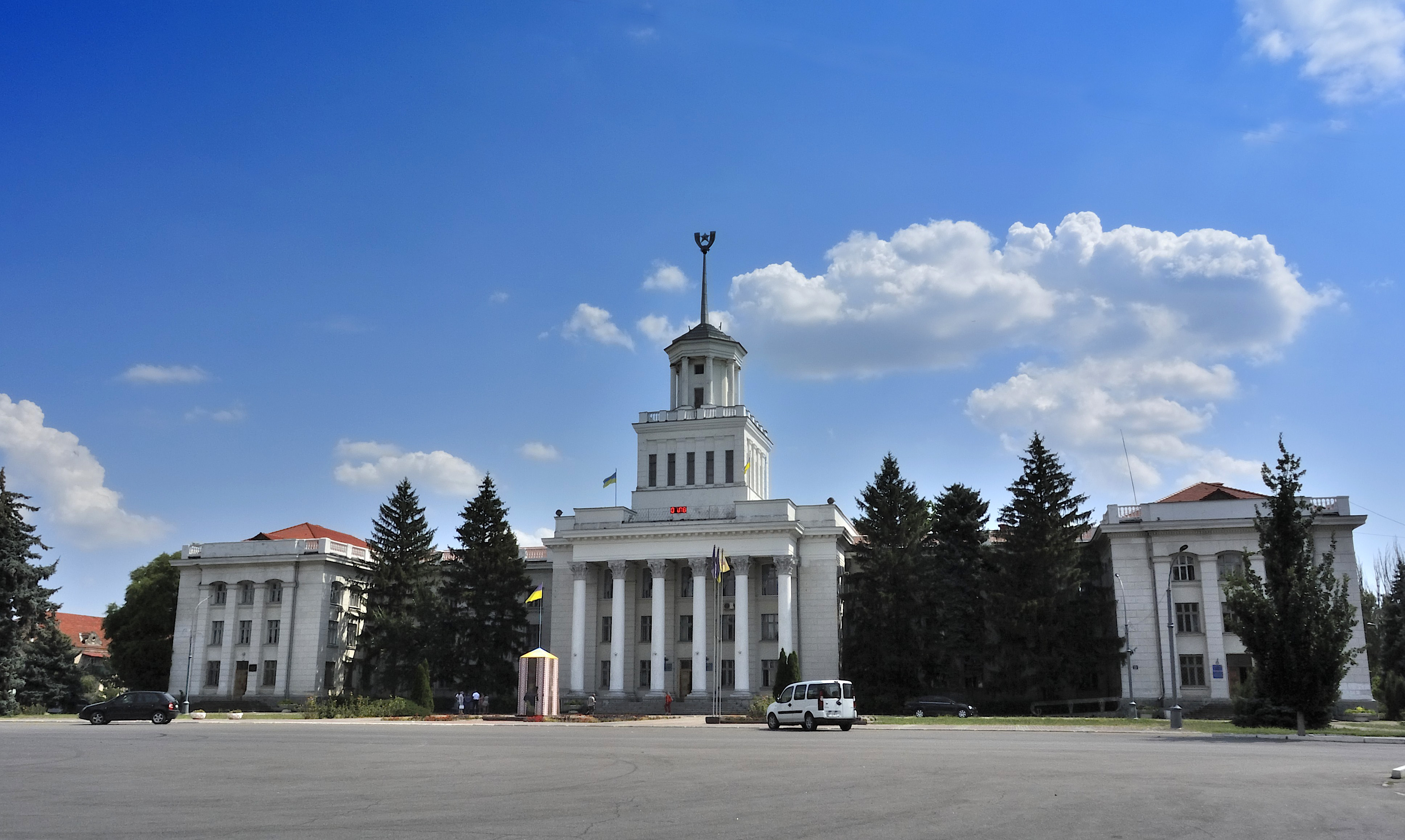

## 友好城市
- 法國 圣艾蒂安迪鲁夫赖